# Aconitum uncinatum
Aconitum uncinatum är en ranunkelväxtart som beskrevs av Carl von Linné. Aconitum uncinatum ingår i släktet stormhattar, och familjen ranunkelväxter.

## Underarter
Arten delas in i följande underarter:
- A. u. muticum
- A. u. uncinatum

## Bildgalleri

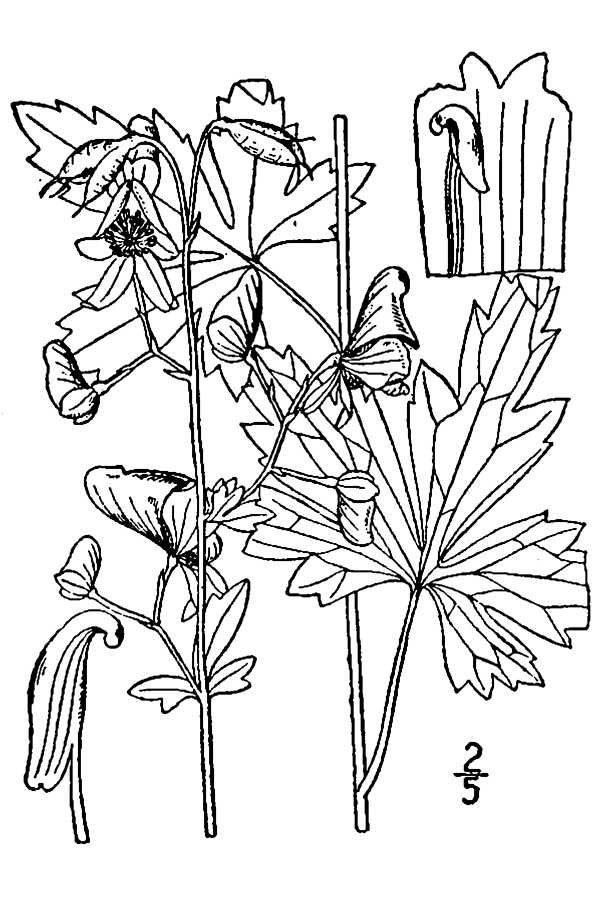